# Берг (Шусентал)
Берг (њем. Berg) општина је у њемачкој савезној држави Баден-Виртемберг. Једно је од 39 општинских средишта округа Равенсбург. Према процјени из 2010. у општини је живјело 3.935 становника. Посједује регионалну шифру (AGS) 8436013.

## Географски и демографски подаци
Берг се налази у савезној држави Баден-Виртемберг у округу Равенсбург. Општина се налази на надморској висини од 515 метара. Површина општине износи 28,4 km². У самом мјесту је, према процјени из 2010. године, живјело 3.935 становника. Просјечна густина становништва износи 139 становника/km².